# Neves Ferreira (Príncipe)
Neves Ferreira ist ein kleiner Ort auf Príncipe im Distrikt Pagué im Inselstaat São Tomé und Príncipe.

## Geographie
Neves Ferreira ist der südlichste namhafte Ort auf Príncipe. Er liegt etwa 1,5 km nördlich der Halbinsel Ponta do Pico Negro an der Südküste der Insel, unweit der Praia Seca. Er gehört zum Parque Natural Obô do Príncipe.